# Marc Chouinard
Marc Chouinard (* 6. Mai 1977 in Charlesbourg, Québec) ist ein ehemaliger kanadischer Eishockeyspieler, der im Verlauf seiner aktiven Karriere zwischen 1993 und 2010 unter anderem 335 Spiele für die Mighty Ducks of Anaheim, Minnesota Wild und Vancouver Canucks in der National Hockey League (NHL) auf der Position des Centers bestritten hat. Seinen größten Karriereerfolg feierte Chouinard jedoch im Trikot der Auswahlmannschaft des Team Canada mit dem Gewinn des prestigeträchtigen Spengler Cup im Jahr 2007. Sein Onkel Guy und sein Cousin Éric waren ebenfalls professionelle Eishockeyspieler und in der NHL aktiv.

## Karriere
Chouinard begann seine Karriere 1993 in der kanadischen Juniorenliga Ligue de hockey junior majeur du Québec (LHJMQ). Dort lief er bis 1997 für die Harfangs de Beauport und Halifax Mooseheads auf. Während dieser Zeit wurde er im NHL Entry Draft 1995 in der zweiten Runde an 32. Stelle von den Winnipeg Jets aus der National Hockey League (NHL) ausgewählt. Bevor er jedoch ein Spiel für die Jets bestreiten konnte, wurde er am 7. Februar 1996 gemeinsam mit Teemu Selänne und einem Viertrunden-Wahlrecht im NHL Entry Draft 1996 zu den Mighty Ducks of Anaheim transferiert, die im Gegenzug Chad Kilger, Oleg Twerdowski und ein Drittrunden-Wahlrecht im selben Draft nach Winnipeg abgaben.
Im Sommer 1997 wechselte der Kanadier schließlich in die Organisation der Ducks, die ihn bis in die Saison 2000/01 ausschließlich in der American Hockey League (AHL) bei den Cincinnati Mighty Ducks, dem damaligen Farmteam Anaheims, einsetzten. Im Verlauf der Spielzeit konnte sich der Stürmer jedoch einen Stammplatz erkämpfen und gehörte dem NHL-Kader bis zum Ende der Spielzeit 2002/03 an. Nachdem sein Vertrag ausgelaufen war, unterzeichnete er im Juli 2003 als Free Agent einen Kontrakt beim Ligakonkurrenten Minnesota Wild. Chouinard verweilte zwei Spielzeiten bis zum Sommer 2006 im Franchise der Wild, wobei er die durch den Lockout ausgefallene NHL-Saison 2004/05 in der norwegischen UPC-ligaen bei Frisk Asker verbrachte. Da der Vertrag mit den Minnesota Wild nicht verlängert worden war, schloss sich Chouinard im Juli 2006 den Vancouver Canucks an, die ihn jedoch sowohl in der NHL als auch AHL bei den Manitoba Moose einsetzten.
Nach nur einem Jahr verließ er das Team jedoch und wechselte – wie bereits im Spieljahr 2004/05 – nach Europa. Dort spielte er seit der Saison 2007/08 für Fribourg-Gottéron in der Schweizer National League A (NLA), fiel jedoch von September 2008 bis November 2009 wegen einer schwerwiegenden Halswirbelverletzung aus. Dennoch gewann er während seiner Zeit bei Fribourg-Gottéron im Jahr 2007 mit dem Team Canada den prestigeträchtigen Spengler Cup. Nach seiner Genesung nahm er ein Angebot der Kölner Haie aus der Deutschen Eishockey Liga (DEL) an und unterzeichnete einen Vertrag bis Saisonende 2009/10. Danach beendete der 33-Jährige seine aktive Spielerlaufbahn.

## Erfolge und Auszeichnungen
- 2007 Spengler-Cup-Gewinn mit dem Team Canada

## Karrierestatistik
(Legende zur Spielerstatistik: Sp oder GP = absolvierte Spiele; T oder G = erzielte Tore; V oder A = erzielte Assists; Pkt oder Pts = erzielte Scorerpunkte; SM oder PIM = erhaltene Strafminuten; +/− = Plus/Minus-Bilanz; PP = erzielte Überzahltore; SH = erzielte Unterzahltore; GW = erzielte Siegtore; 1 Play-downs/Relegation; Kursiv: Statistik nicht vollständig)